# Gare d'Ardentes
La gare d'Ardentes, est une ancienne gare ferroviaire française de la ligne de Châteauroux à La Ville-Gozet. Elle est située sur le territoire de la commune d'Ardentes, à proximité de Châteauroux, dans le département de l'Indre en région Centre-Val de Loire.
Elle est mise en service le 8 janvier 1882 par l'administration des chemins de fer de l'État, avant de devenir une gare du réseau de la Compagnie du chemin de fer de Paris à Orléans (PO). Elle est fermée au service des voyageurs en 1969.

## Situation ferroviaire
Établie à 162 mètres d'altitude, l'ancienne gare d'Ardentes est située au point kilométrique (PK) 275,438 de la ligne de Châteauroux à La Ville-Gozet (section déclassée), entre les gares fermées de La Forge-de-l'Isle et de Fourche-Jeu-les-Bois.

## Histoire
La gare d'Ardentes est inaugurée le 8 janvier 1882 en présence de Edmond Caze alors sous secrétaire d’État à l’Agriculture.
Dès le mois de mai, le conseil municipal d’Ardentes demande l’agrandissement de la gare des voyageurs par la construction d’une salle d’attente car il y a un réel danger pour la santé du public qui est obligé de rester dehors ou bien de subir les courants d’air. L'agrandissement se résume par :
- La construction d’un quai couvert ;
- L’établissement d’une grue fixe en raison du commerce considérable des charbons et des bois.

La halle actuelle (33 m2) est assez spacieuse pour abriter les marchandises de détail.
« La population n’oubliera jamais cet instant solennel. L’arrivée de ces belles locomotives toutes enguirlandées et ornées de nos glorieuses couleurs nationales, qui entraînaient à leur suite 24 magnifiques wagons et s’arrêtaient subitement en obéissant ainsi à la volonté de l’homme, était bien en effet le signal de la fête du travail, de l’agriculture, du commerce, du progrès et de la civilisation. Aussi l’assistance se découvre-t-elle et accueille par les cris mille fois répétés de Vive la République ». (L'Écho de l’Indre du 11 janvier 1882)
En 1899, le conseil municipal d’Ardentes demande à la Compagnie d’Orléans de mettre en service suffisamment de wagons pour pouvoir embarquer les bestiaux les jours de foire et notamment celle du 11 novembre.
En 1907, le conseil municipal d’Ardentes demande la mise en service d’un train supplémentaire mixte pour les jours de foire, le nombre de voyageurs atteignant ces jours là 150 à 200.
Le 26 septembre 1969, le service voyageurs est suspendu sur toute la ligne, la gare d'Ardentes ne voit alors plus personne sur ses quais.
En 1991, il y a la suppression de la desserte fret La Châtre – Ardentes en juillet. La voie est neutralisée.
En 1993, le tronçon de Châteauroux à Ardentes est fermé à tout Traffic.
En 1998, à l’initiative du conseil général de l'Indre et des partenaires économiques concernés, un projet de réouverture au fret (trafic de bois) concernant la section Châteauroux – Ardentes est à l’étude.
Le 28 février 2001, les PN à signalisation automatique et lumineuse entre Ardentes et Châteauroux ont été réactivés pour remise en service dès cette date. La circulation s’effectue à la demande et en automne 2001 la rotation est de plusieurs rames par semaine au départ de Châteauroux.
Le 13 juin 2004, plus aucun train SNCF  ne circulera sur la ligne Châteauroux – Ardentes. La voie avait rouvert en 2001, grâce aux élus locaux, moyennant 533.700€. La SNCF va fermer la gare fret d’Ardentes.
Le 20 mars 2017, décision du conseil municipal d'Ardentes "Pour des raisons de sécurité, le conseil municipal décide de démolir le bâtiment situé sur la parcelle D n°2211."
Le 4 juillet 2017, la population d'Ardentes et même de ses environs fut très étonnée de voir un engin démolir la gare. Même la presse  ne s'était pas rendu compte que le terme "bâtiment" cachait populairement le nom de "gare d'Ardentes" et "station" sur le cadastre.

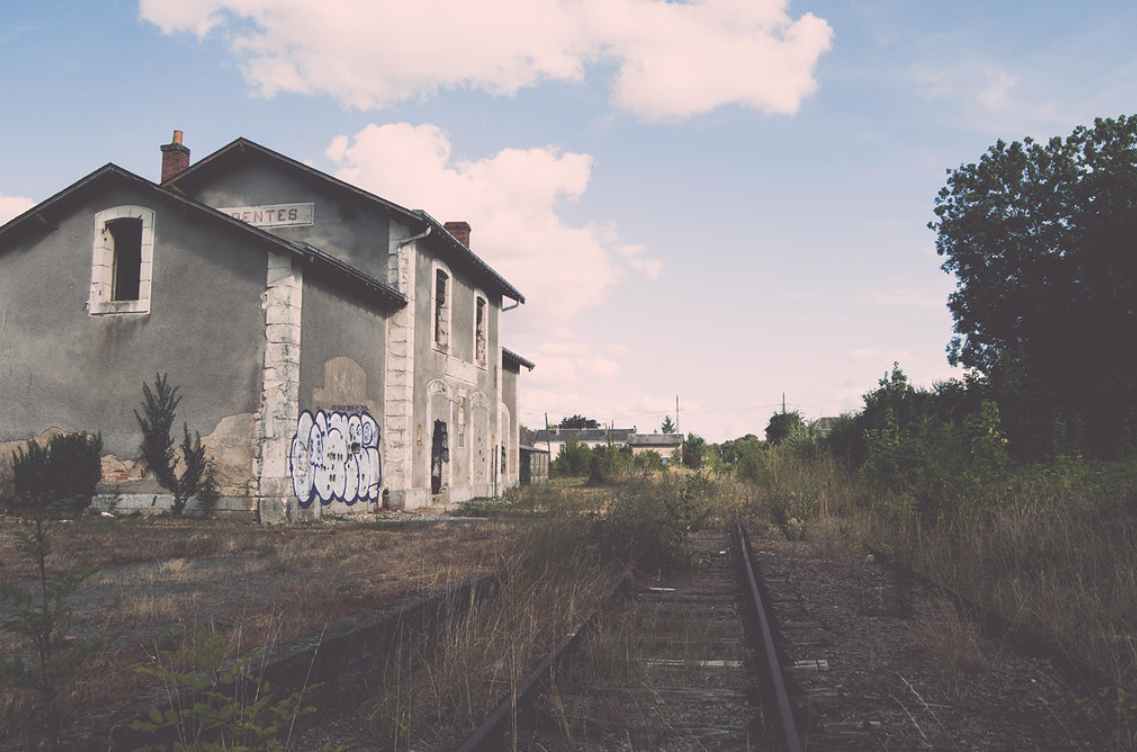
La gare en 2017.

## Patrimoine ferroviaire
Le bâtiment des voyageurs a été rasé le 4 juillet 2017, la halle des marchandises est cependant toujours visible.